# 인도의 언어
인도에서 쓰이는 언어에는 여러 어족에 속하는 언어가 몇 가지 있는데, 주된 언어는 인도인의 75%가 사용하는 인도아리아어군, 그리고 남인도인들이 사용하는 드라비다어족이다. 인도에서 쓰이는 그 밖의 언어로는 오스트로아시아어족, 티베트버마어파, 일부 소수 어족과 고립어에 속하는 언어가 있다. 2020년 기준으로 인도에서는 456개의 언어가 쓰이는데 이는 파푸아뉴기니(840개), 인도네시아(711개), 나이지리아(517개)에 이어 세계에서 네 번째로 많은 수치다.
인도에는 국어가 없다. 인도 헌법 제343조에 따르면 인도의 공용어는 데바나가리 문자로 쓰인 힌디어로, 1963년에 개정한 바에 따라 힌디어와 함께 영어도 공용어의 지위를 인정받았다. 인도 헌법 부칙 제8조에는 인도 정부가 인정한 22개의 계획 언어(scheduled languages)가 나열돼 있으며, 이에 더해 인도 정부는 말라얄람어와 산스크리트어, 오리야어, 타밀어, 텔루구어, 칸나다어를 유서가 깊고 독립적인 고전 언어(classical languages)로 지정했다.
2001년 인도 인구조사에 따르면 인도에는 122개의 주요 언어와 1,599개의 기타 언어가 있다. 그러나 그 외의 출처들로부터 나온 수치들은 다양한데, 이는 주로 언어와 방언의 용어 차이 때문에 발생한다. 2001년 인구 조사는 100만 이상의 토속인들이 30개의 언어를 사용하고 10,000명 이상의 사람들이 122개의 언어를 사용한다고 기록했다. 인도의 역사에서는 페르시아어와 영어가 링구아 프랑카로서 중요한 역할을 담당했다. 페르시아어는 무굴 제국 시기에 궁중에서 쓰이던 언어로 대영 제국의 식민 지배 이전 수 세기 동안 행정상 언어로 쓰였다. 영어는 오늘날에도 고등 교육과 일부 공무에서 쓰이는 등 중요한 역할을 맡는다. 오늘날 인도에서 가장 많이 쓰이는 언어인 힌디어는 주로 북인도와 중앙인도에서 링구아 프랑카로 쓰인다. 벵골어는 두 번째로 널리 쓰이는 언어로 동인도와 북동인도에 화자가 많다. 마라티어는 세 번째로 널리 쓰이는 언어로 서인도와 남인도에 화자가 많다.

## 역사
인도 아대륙의 토착 언어는 남인도의 드라비다어족 언어다. 기원전 제4천년기 무렵에 드라비다조어가 나타났으며 기원전 제3천년기 즈음에 여러 갈래로 나뉘었다. 드라비다어족의 언어들은 남부, 남중부, 중부, 북부드라비다어파로 다시 나뉜다.
북인도의 언어들은 인도유럽어족의 인도아리아어군에 속한다. 인도아리아어군의 언어들은 기원전 1500년부터 기원전 600년까지의 고대 인도아리아어, 기원전 600년부터 기원후 1000년까지의 중세 인도아리아어, 1000년부터 1300년까지의 신 인도아리아어의 세 단계를 거쳐 발전했다. 오늘날 북인도의 인도아리아어군 언어들은 모두 신 인도아리아어 단계에서 별개의 언어로 발전한 언어다.
페르시아어는 가즈나 술탄국과 델리 술탄국 시기에 궁중 언어로 인도에 유입됐다. 페르시아어는 그 뒤로 무굴 제국 시기까지 더해 500년 넘게 역사와 예술, 문학에 영향을 미치며 인도의 언어들에 흔적을 남겼다. 1837년에 대영 제국은 행정상의 언어로 페르시아어 대신 영어와 나스탈리크체 힌두스탄어를 채택했다. 19세기에는 힌디어 운동이 일어나 페르시아어에서 유래한 낱말들을 산스크리트어에서 유래한 낱말들로 바꾸었고 데바나가리 문자를 나스탈리크체 대신 쓰거나 보충하는 목적으로 썼다.
북인도의 각 언어들은 다른 언어들로부터 영향을 받았다. 힌두스탄어는 산스크리트어와 페르시아어, 아랍어의 영향을 강하게 받아 현대 힌디어와 현대 우르두어가 힌두스탄어의 사용역으로 나타나는 결과를 낳았다. 반면 벵골어는 산스크리트어 뿌리를 유지하며 페르시아어와 영어, 프랑스어 및 다른 외국어 낱말들을 많이 차용했다.

## 언어 조사
인도 아대륙의 언어 다양성을 최초로 공식 조사한 사례는 1898년부터 1928년까지 아일랜드인 언어학자 조지 에이브러햄 그리어슨이 조사한 『인도의 언어학적 조사(Linguistic Survey of India)』다. 『인도의 언어학적 조사』에 따르면 당시 인도에는 179개의 언어와 544개의 방언이 있었다. 그러나 이 조사 결과는 언어와 방언을 모호하게 구별했고, 비전문가가 조사한 자료를 포함했으며, 남인도에서 조사한 자료를 축소해 기록해 정확하지 않았다.
언어의 갯수와 관련해서는 주로 언어와 방언을 어떻게 정의하고 분류하느냐에 따라서 다양한 결과가 나온다. 에스놀로그는 2014년 기준으로 인도에 461개의 언어가 있으며, 그 가운데 63개는 제도권에 있고, 130개는 발전 도상에 있으며, 187개는 활발히 쓰이고, 54개는 위험에 처해 있으며, 13개는 사멸 위기에 있고, 14개는 사멸했다고 기록했다. 다음은 2019년에 에스놀로그에서 기록한 인도 아대륙의 언어별 화자 수치를 표로 나타낸 것이다.
| 언어         | 총 화자(백만 명) |
| ------------ | ---------------- |
| 힌디어       | 615              |
| 벵골어       | 265              |
| 우르두어     | 170              |
| 펀자브어     | 126              |
| 마라티어     | 95               |
| 텔루구어     | 93               |
| 타밀어       | 81               |
| 구자라트어   | 61               |
| 칸나다어     | 56               |
| 오리야어     | 38               |
| 말라얄람어   | 38               |
| 아삼어       | 15               |
| 산탈어       | 7                |
| 산스크리트어 | 5                |

### 인도 인구조사 수치
인도 인구조사는 언어 및 방언별 화자 수치를 포함하는데, 조사 과정에서 독자적인 용어를 쓰며 언어와 모국어를 구분한다.
1951년에 실시한 조사에서는 동펀자브와 히마찰프라데시주, 델리 등지에서 고의로 수치를 부정확하게 기록한 까닭에 힌디어와 우르두어, 펀자브어 화자를 따로 발표하지 않았다.
1961년에 실시한 조사에서는 438,936,918명이 쓰는 1,652개의 모국어를 기록했다. 그러나 피조사자가 말하는 대로 기록하는 과정에서 피조사자가 언어와 방언, 또는 방언 연속체를 구분하지 않고 밝히기도 했으며 카스트나 직업, 종교, 출신지 등을 명확하게 밝히지 않기도 했다. 따라서 조사 결과에는 '벨기에어'나 '아프리카어', '캐나다어' 등과 같이 언어학적으로 확인할 수 없는 언어나 극소수만이 쓰는 언어들도 포함됐다.
1991년에 실시한 조사에서는 1,576개의 모국어를 기록했다. 조사 결과 22개의 언어가 백만 명 이상의 원어민이 있었고, 50개의 언어가 십만 명 이상의 원어민이 있었으며 114개의 언어가 만 명 이상의 원어민이 있었다. 나머지 언어들은 모두 더해 566,000명의 원어민이 있었다.
2001년에 실시한 조사에서는 22개의 주요 언어와 234개의 확인 가능한 모국어, 1,635개의 모국어를 기록했다. 이 가운데 29개의 언어가 백만 명 이상의 원어민이 있었고, 60개의 언어가 십만 명 이상의 원어민이 있었으며 122개의 언어가 만 명 이상의 원어민이 있었다. 조사한 언어 가운데에는 코다구 지구의 코다바어와 같이 문자는 없지만 원어민 집단이 있는 언어들도 있었다.
2011년에 실시한 조사에서는 언어학적으로 세밀하게 조사한 결과 1,369개의 모국어과 1,474개의 기타 모국어를 기록했다. 1,369개의 모국어들은 다시 분류 절차를 거쳐 총 121개의 언어로 분류됐고, 이 121개의 언어 가운데 22개는 인도 헌법 부칙 제8조에 포함된 언어였고, 그 밖의 99개의 언어들은 기타 언어로 분류됐다. 다음은 2011년 인도 인구조사에 따른 언어별 화자 수치를 표로 나타낸 것이다.
| 언어         | 제1언어 화자 | 제2언어 화자(백만 명) | 제3언어 화자(백만 명) | 총 화자(백만 명) | 총 인구 대비 비율(%) |
| ------------ | ------------ | --------------------- | --------------------- | ---------------- | -------------------- |
| 힌디어       | 528,347,193  | 139                   | 24                    | 692              | 57.1                 |
| 영어         | 259,678      | 83                    | 46                    | 129              | 10.6                 |
| 벵골어       | 97,237,669   | 9                     | 1                     | 107              | 8.9                  |
| 마라티어     | 83,026,680   | 13                    | 3                     | 99               | 8.2                  |
| 텔루구어     | 81,127,740   | 12                    | 1                     | 95               | 7.8                  |
| 타밀어       | 69,026,881   | 7                     | 1                     | 77               | 6.3                  |
| 구자라트어   | 55,492,554   | 4                     | 1                     | 60               | 5.0                  |
| 우르두어     | 50,772,631   | 11                    | 1                     | 63               | 5.2                  |
| 칸나다어     | 43,706,512   | 14                    | 1                     | 59               | 4.9                  |
| 오리야어     | 37,521,324   | 5                     | 0.03                  | 43               | 3.5                  |
| 말라얄람어   | 34,838,819   | 0.05                  | 0.02                  | 36               | 2.9                  |
| 펀자브어     | 33,124,726   | 0.03                  | 0.003                 | 36               | 3.0                  |
| 아삼어       | 15,311,351   | 0.03                  | 0.003                 | 24               | 2.0                  |
| 마이틸어     | 13,583,464   | 0.03                  | 0.003                 | 14               | 1.2                  |
| 산스크리트어 | 24,821       | 0.01                  | 0.003                 | 0.025            | 0.3                  |

## 공용어

가장 많이 쓰이는 제1언어에 따른 인도의 언어 지도

### 연방급 공용어
인도가 독립하기 이전에 인도 제국에서는 영어만이 고등 교육 과정에서 쓰였을 뿐만 아니라 행정상의 목적으로 쓰였다.

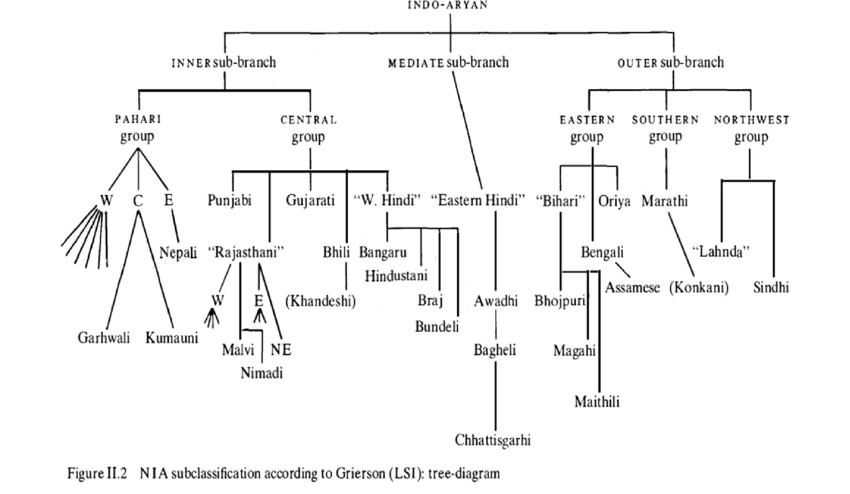
인도 분류 차트의 인도-아리안 언어

1946년에 인도 제헌 의회에서 국어를 정하는 문제를 두고 인도 헌법을 어느 언어로 쓸 것인지, 회의 기간에는 어느 언어를 쓸 것인지, '국어'라는 표현을 쓸 것인지 논란이 일었다. 북인도 출신 의원들은 헌법은 힌디어로 써야 하며 비공식 영어 번역본을 두자고 주장한 반면, 초안 제정 위원회는 헌법을 쓰기에는 영어가 더 낫다고 주장했다. 힌디어를 모어로 쓰지 않는 북인도 이외 지역 출신 의원들은 힌디어를 우세한 언어로 만드려는 노력에 거세게 반대했다. 결국 국어와 관련해서는 어떠한 언급도 넣지 않기로 하는 합의안이 나왔고, 대신 데바나가리 문자로 쓰인 힌디어를 연방 공용어로 정하는 대신 제헌 후 15년 동안 영어를 공식 목적으로 계속 쓸 수 있다고도 정했다.
인도 헌법 제343조 1항에 따르면 인도 연방 정부의 공용어는 데바나가리 문자로 쓰인 힌디어다. 인도 의회가 따로 결정하지 않는 이상 공용어로서의 영어의 지위는 헌법 공포 이후 15년째 되는 1965년 1월 26일 이후 폐지될 예정이었다. 해당 시기가 다가오자 케랄라주와 구자라트주, 마하라슈트라주, 타밀나두주, 펀자브주, 서벵골주, 카르나타카주, 푸두체리, 안드라프라데시주 등 힌디어가 널리 쓰이지 않는 지역에서는 많은 우려가 나왔다. 결국 당시 인도의 총리 자와할랄 네루는 1963년에 공용어법을 제정하고 1965년 이후로도 힌디어와 함께 영어가 '아마도' 계속 공용어로 쓰일 것이라고 했다. 1965년이 되자 당시 인도의 총리 랄 바하두르 샤스트리는 1965년 1월 26일부터 힌디어를 우세한 언어로 만들고자 준비했는데, 이는 광범위한 소요와 시위로 이어졌다. 남인도 출신 장관 두 명의 사의를 표명했고, 남인도 출신 정치인들은 반대를 표명했다. 결국 샤스트리의 제안은 폐기됐고, 1967년에 공용어법을 개정해 영어를 계속 공용어로 쓰기로 했다.

#### 힌디어
데바나가리 문자로 쓰인 힌디어는 인도에서 가장 많이 쓰이는 언어다. 2001년 인구조사에 따르면 인도 인구 가운데 약 4억 2천 명이 힌디어를 모어로 썼다. 이 수치는 힌두스탄어 화자와 힌디어 방언 화자를 모두 더한 값이다. 힌디어는 델리, 우타르프라데시주, 우타라칸드주, 차티스가르주, 히마찰프라데시주, 찬디가르, 비하르주, 자르칸드주, 마디아프라데시주, 하리아나주, 라자스탄주에 사는 사람 대부분이 모어로 쓴다.
인도의 연방급 공용어는 현대 표준 힌디어다. 라자 사바에서는 힌디어와 영어만 쓸 수 있었으나 2018년부터는 22개의 계획 언어도 쓸 수 있게 됐다.
라자스탄어, 분델어, 아와히어, 바겔어, 보즈푸리어, 마가히어, 차티스가르어 등은 힌디어의 언어변이형으로 보기도 한다. 또한 힌디어는 링구아 프랑카로서 뭄바이의 봄베이 힌디어처럼 지역 방언이나 안다만 제도의 안다만 크리올 힌디어처럼 교역어를 낳기도 했다.

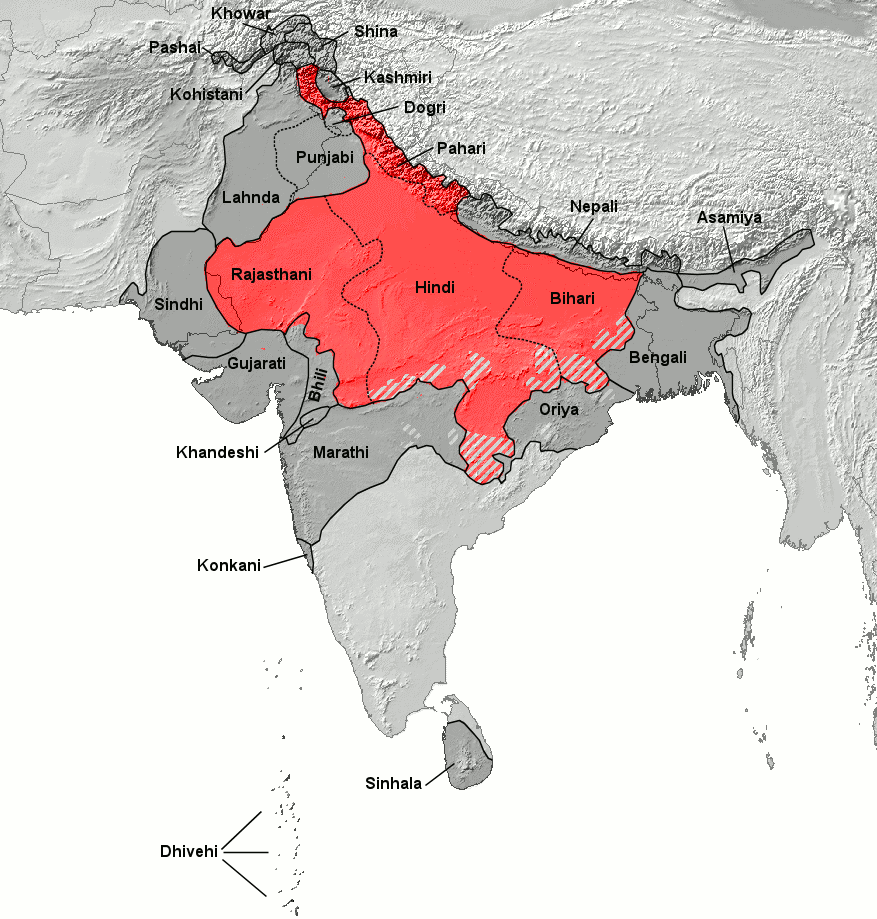
힌디어와 힌디어 변이형이 주로 쓰이는 힌디어권(Hindi belt)
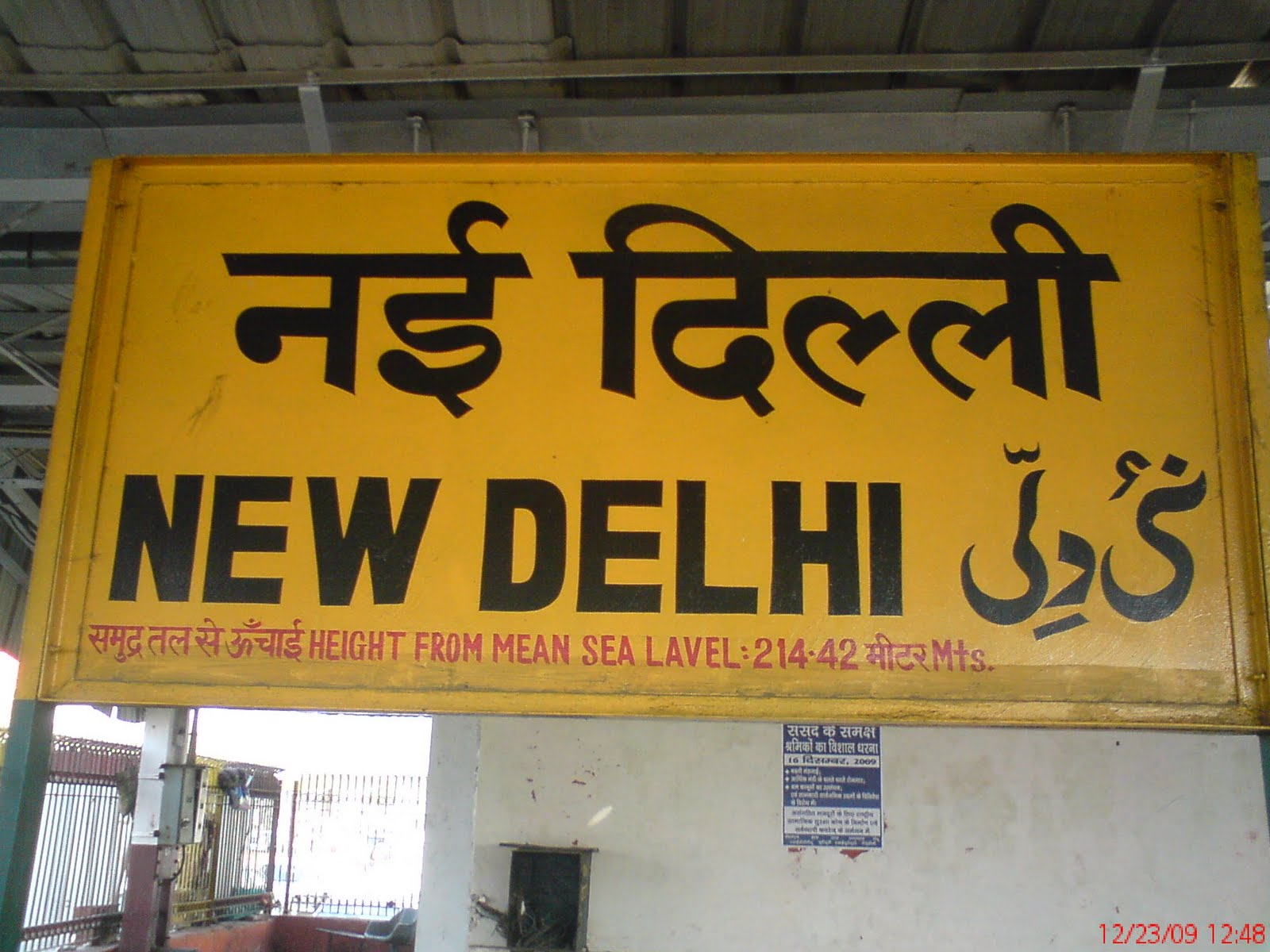
힌디어와 영어, 우르두어로 쓰인 뉴델리역 역명판

#### 영어
| 인도의 언어 구사력(2001년, 2011년) | 인도의 언어 구사력(2001년, 2011년) | 인도의 언어 구사력(2001년, 2011년) | 인도의 언어 구사력(2001년, 2011년) | 인도의 언어 구사력(2001년, 2011년) |
| ---------------------------------- | ---------------------------------- | ---------------------------------- | ---------------------------------- | ---------------------------------- |
| 언어                               | 연도                               |                                    |                                    | 변동                               |
| 힌디어                             | 2001                               |                                    | 53.61%                             | +3.50%                             |
| 힌디어                             | 2011                               |                                    | 57.11%                             | +3.50%                             |
| 영어                               | 2001                               |                                    | 12.19%                             | -1.57%                             |
| 영어                               | 2011                               |                                    | 10.62%                             | -1.57%                             |

대영 제국의 식민 지배의 영향으로 영어는 공무와 상업, 교육 분야에서 쓰인다. 힌디어가 정부의 후원을 받고 인도의 많은 지역에서 링구아 프랑카로 쓰이기는 하나, 남인도에서는 힌디어를 거부하는 경향이 많기 때문에 영어가 인도 대부분의 지역에서 실질적인 링구아 프랑카로 성장했다. 인도 출신의 언론인 마누 조지프는 2011년에 《뉴욕 타임스》에 기고한 글에서 영어의 명성과 쓰임새, 영어 교육을 향한 열망 때문에 영어가 인도의 사실상의 국어가 된 것이 씁쓸한 현실이라고 말했다. 2005년 인도 인간발달 조사 결과 여성보다는 남성이, 나이가 어릴수록, 더 많은 교육을 받았을수록, 카스트가 높을수록, 도시에 살수록 영어 구사율이 높았다. 학사 이상의 학위를 가진 사람 가운데 약 89%는 영어를 할 줄 아는 반면 중등교육까지 받은 사람 가운데 56%가 영어를 할 줄 알았고, 초등교육까지 받은 사람 가운데 11%가 영어를 할 줄 알았으며 학교를 다니지 않은 사람들 가운데에는 영어를 할 줄 아는 사람이 거의 없었다.
인도 영어는 인도 및 전 세계에서 인도계 주민들이 쓰는 영어의 한 갈래로, 영국 영어에서부터 나왔으나 영국 영어를 포함한 다른 지역의 영어와는 구분되는 독특한 특징이 있다.

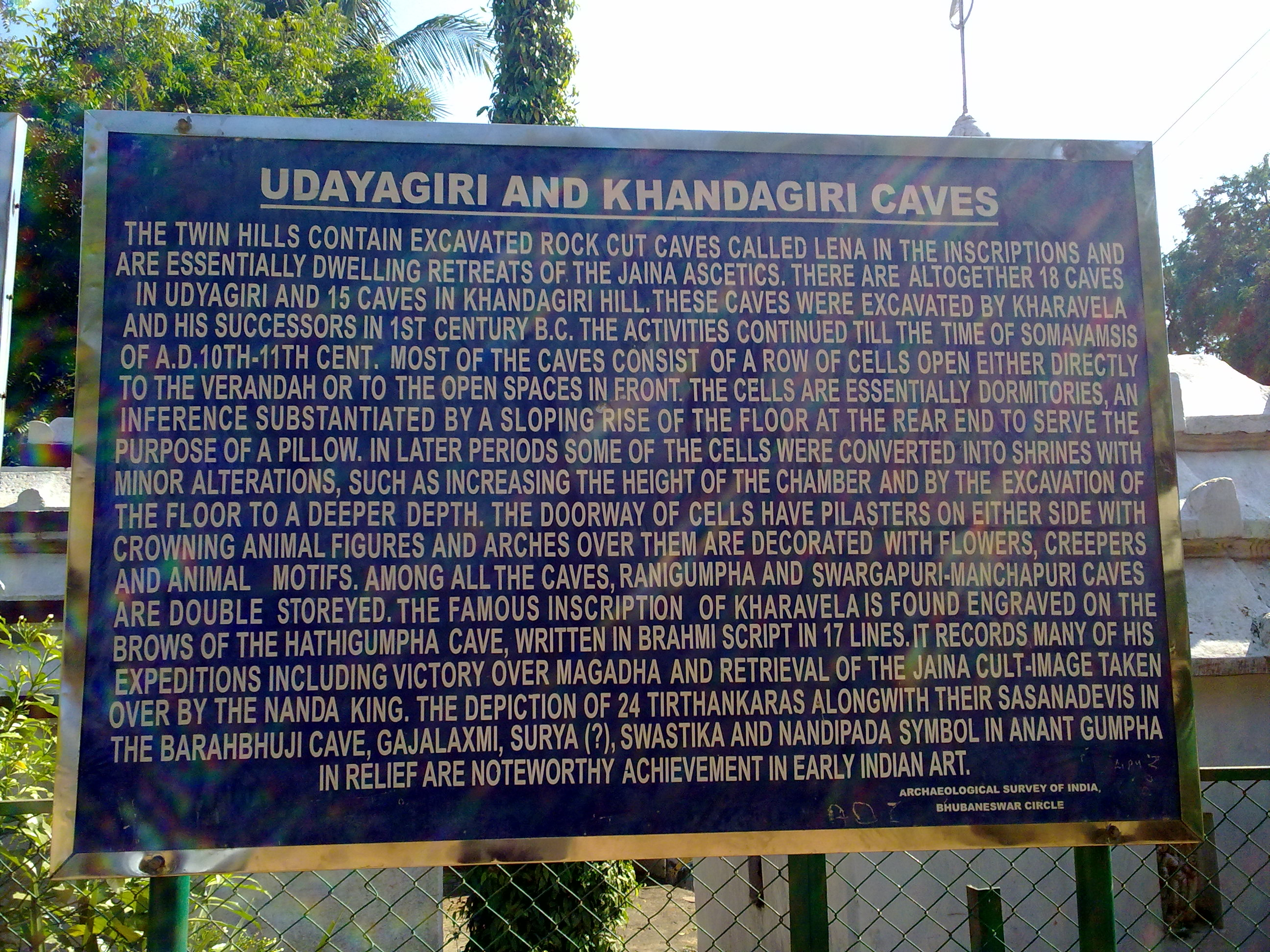
영어로 쓰인 오디샤주의 오다야기리와 칸다기리 석굴 안내문
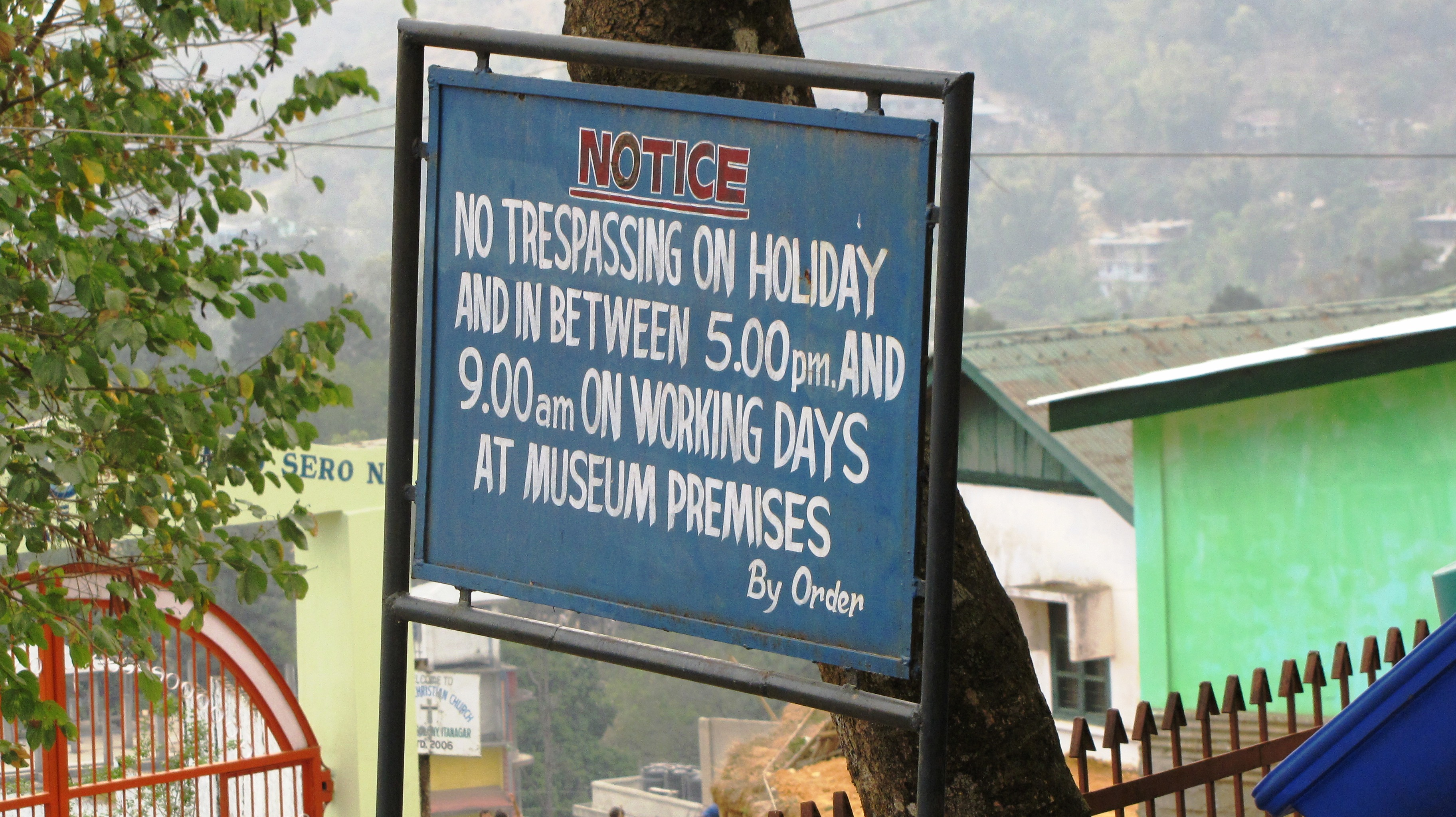
영어로 쓰인 아루나찰프라데시주의 자와할랄 네루 박물관 안내문

### 계획 언어
1967년 개정 인도 헌법까지는 14개의 지역 언어를 인정했다. 헌법 부칙 제8조와 1992년 개정 헌법은 신드어와 콘칸어, 마니푸르어, 네팔어를 지역 언어로 인정해 지역 언어의 수가 18개로 늘어났다. 2007년 12월 1일 기준으로 헌법 부칙 제8조에서 인정한 언어는 22개로 다음과 같다.
1. 아삼어
2. 벵골어
3. 보도어
4. 도그리어
5. 구자라트어
6. 힌디어
7. 칸나다어
8. 카슈미르어
9. 콘칸어
10. 마이틸어
11. 말라얄람어
12. 마니푸르어
13. 마라티어
14. 네팔어
15. 오리야어
16. 펀자브어
17. 산스크리트어
18. 산탈어
19. 신드어
20. 타밀어
21. 텔루구어
22. 우르두어

인도의 각 주와 연방 직할지들은 사회언어학적으로 경계가 나뉜 경우가 많은데, 각 지역은 주별 언어 통계에 따라 자체적으로 주급 공용어 지위를 부여할 수 있다. 각 지역에서는 널리 쓰이는 언어뿐만 아니라 그 지역에서 정치적으로 중요한 언어도 공용어로 지정하기도 한다. 언어학적으로 경계가 뚜렷한 지역들은 해당 지역에서 가장 우세한 언어 하나만을 공용어로 지정하기도 하는데, 카르나타카주와 구자라트주는 각각 칸나다어와 구자라트어만을 공용어로 지정했다. 우르두어를 쓰는 이슬람교도 인구가 많은 텔랑가나주에서는 텔루구어와 함께 우르두어를 공용어로 지정했다.
일부 지역에서는 소수 언어를 공용어로 지정하기도 한다. 잠무 카슈미르에서는 인구의 1% 미만이 쓰는 우르두어를 공용어에 포함했고, 메갈라야주에서는 인구의 0.01%가 쓰는 영어를 공용어로 지정했다.

## 고전 언어
2004년에 인도 정부는 특정 기준을 만족하는 언어를 고전 언어로 지정한다고 밝혔다. 그 뒤 타밀어(2004년)와 산스크리트어(2005년), 칸나다어, 텔루구어(2008년), 말라얄람어(2013년), 오리야어(2014년)가 고전 언어로 지정됐다.
2006년에 당시 문화부와 관광부 장관 암비카 소니는 기자회견에서 고전 언어로 지정하기 위한 심사 기준으로 1500년에서 2000년이 넘는 초기 기록물의 높은 역사성, 세대에 걸친 화자들의 귀중한 유산으로 여겨지는 고전 문학, 다른 언어 공동체에서 유래되지 않은 독자적인 문학 전통, 현대의 것과는 다른 고전 언어와 문학으로 고전 언어와 후기 형태 또는 그 갈래 사이에 나타날 수 있는 불연속성을 들었다.

## 언어 갈등
인도에서는 언어상 권리를 두고 논란이 있다. 가장 큰 언어 갈등은 타밀나두주에서 일어난 여러 차례의 힌디어 반대 시위로, 힌디어를 인도의 공용어로 지정한 데에 따른 반대 움직임이다. 정치 비평가들은 타밀나두주에서 드라비다 진보 연맹이 우세하고 인도 국민회의가 인기가 없는 주요 이유 가운데 하나로 타밀나두주의 힌디어 반대 움직임을 꼽는다. 2006년에 마하라슈트라주 정부는 인도 정부의 힌디어 정책에 반대 의사를 드러내면서 마하라슈스트라의 인도 중앙 중등교육 위원회와 인도 중등 교육 인증서 소속 학교에서 마라티어를 필수로 가르치도록 했다.

## 문자 체계
인도에서 쓰이는 언어의 대부분은 브라흐미계 문자를 쓴다.
힌디어와 마라티어, 마이틸어, 앙기카어 등은 데바나가리 문자를 쓴다. 대부분의 주요 언어들은 독자적인 문자 체계를 쓰는데, 아삼어는 아삼 문자, 벵골어는 벵골 문자, 펀자브어는 구르무키 문자, 텔루구어는 텔루구 문자를 쓴다. 우르두어는 페르시아 문자에서 유래한 문자를 쓰며 가끔 카슈미르어와 사라이키어, 신드어도 페르시아 문자에서 유래한 문자로 표기한다. 코다바어는 문자가 없는 반면 독자적인 문자 체계가 있던 툴루어는 이미 활자 체계를 갖춘 칸나다 문자로 표기 체계를 바꾸었다.

## 같이 보기
- 인도의 공용어 목록